# Marie-Pierre Kœnig
Marie-Pierre Kœnig (Caen, 10 oktober 1898 - Neuilly-sur-Seine, 2 september 1970) was een Frans generaal en politicus. In 1984 werd hij postuum benoemd tot maarschalk van Frankrijk.

## Levensloop
Kœnig was afkomstig uit een Elzasser familie. Hij volgde middelbaar onderwijs aan het college van Sainte-Marie en studeerde daarna aan het prestigieuze Lycée Malherbe te Caen. In 1917 studeerde hij af. Hierna werd hij opgenomen in het 36ste infanterieregiment en onderscheidde zich tijdens de Eerste Wereldoorlog. In 1918 werd hij gepromoveerd tot onderluitenant.
Pierre Kœnig diende na de Eerste Wereldoorlog als kapitein in het Vreemdelingenlegioen in Marokko. 

## Tweede Wereldoorlog

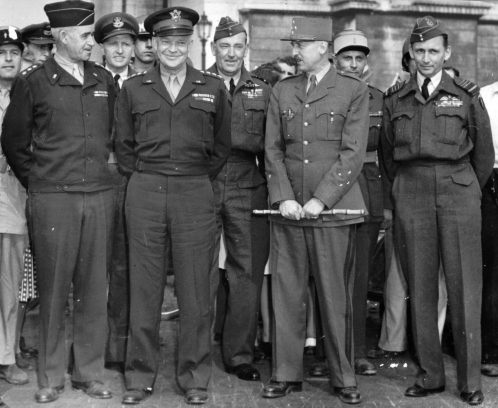
Eerste rij v.l.n.r.: Bradley, Eisenhower, Kœnig en Tedder (Parijs, 1944)

Pierre Kœnig keerde kort na het uitbreken van de Tweede Wereldoorlog naar Frankrijk terug en werd benoemd tot kapitein van een compagnie soldaten bestemd om tegen de Duitsers te vechten in Noorwegen (1940). De steeds verdere Duitse opmars in Frankrijk verhinderde dit en Kœnig bleef in Frankrijk. Na de Franse nederlaag tegen nazi-Duitsland wist Kœnig naar Engeland te ontkomen, waar hij zich bij generaal Charles de Gaulle's Vrije Fransen aansloot (juli 1940). Kœnig werd bevorderd tot kolonel en stafchef van de 1ste Divisie van de Vrije Fransen.
In 1940 nam hij deel aan de Slag om Gabon en de Slag bij Keren (Eritrea). In 1941 vocht hij tijdens de Libanon-Syrië campagne tegen de troepen van de Vichy-Fransen die de Franse mandaatgebieden Libanon en Syrië controleerden. In juli 1941 waren de troepen van Vichy-Frankrijk verslagen en vielen de landen in handen van de geallieerden. Later werd hij bevorderd tot generaal. 
Van maart tot juni 1942 nam hij deel aan de Slag om Bir-Hakeim (Libië). Zijn legereenheid moest zich op 9 juli 1942 gedwongen terugtrekken, maar het aantal slachtoffers aan Vrije Franse zijde was beperkt, terwijl het aantal slachtoffers aan de zijde van de asmogendheden veel groter was. 
Later diende Kœnig als afgevaardigde van de Vrije Fransen bij het Geallieerde hoofdkwartier van generaal Dwight D. Eisenhower. In 1944 was hij bevelhebber van de Vrije Fransen die deelnamen aan de Landing in Normandië. In juni 1944, kort na de invasie, werd hij bevelhebber van de Franse Binnenlandse Strijdkrachten en had hij de taak om de verschillende Franse verzetsgroepen te verenigen. Op 21 augustus 1944 benoemde generaal De Gaulle hem tot militair gouverneur van Parijs.
Van 1945 tot 1949 was hij bevelhebber van de Franse troepen in de Franse Bezettingszone in Duitsland. In 1949 volgde zijn benoeming tot inspecteur-generaal van het Franse leger in Noord-Afrika en in 1950 werd hij vicevoorzitter van de Opperste Oorlogsraad. In 1951 volgde zijn pensionering.

## Politieke carrière

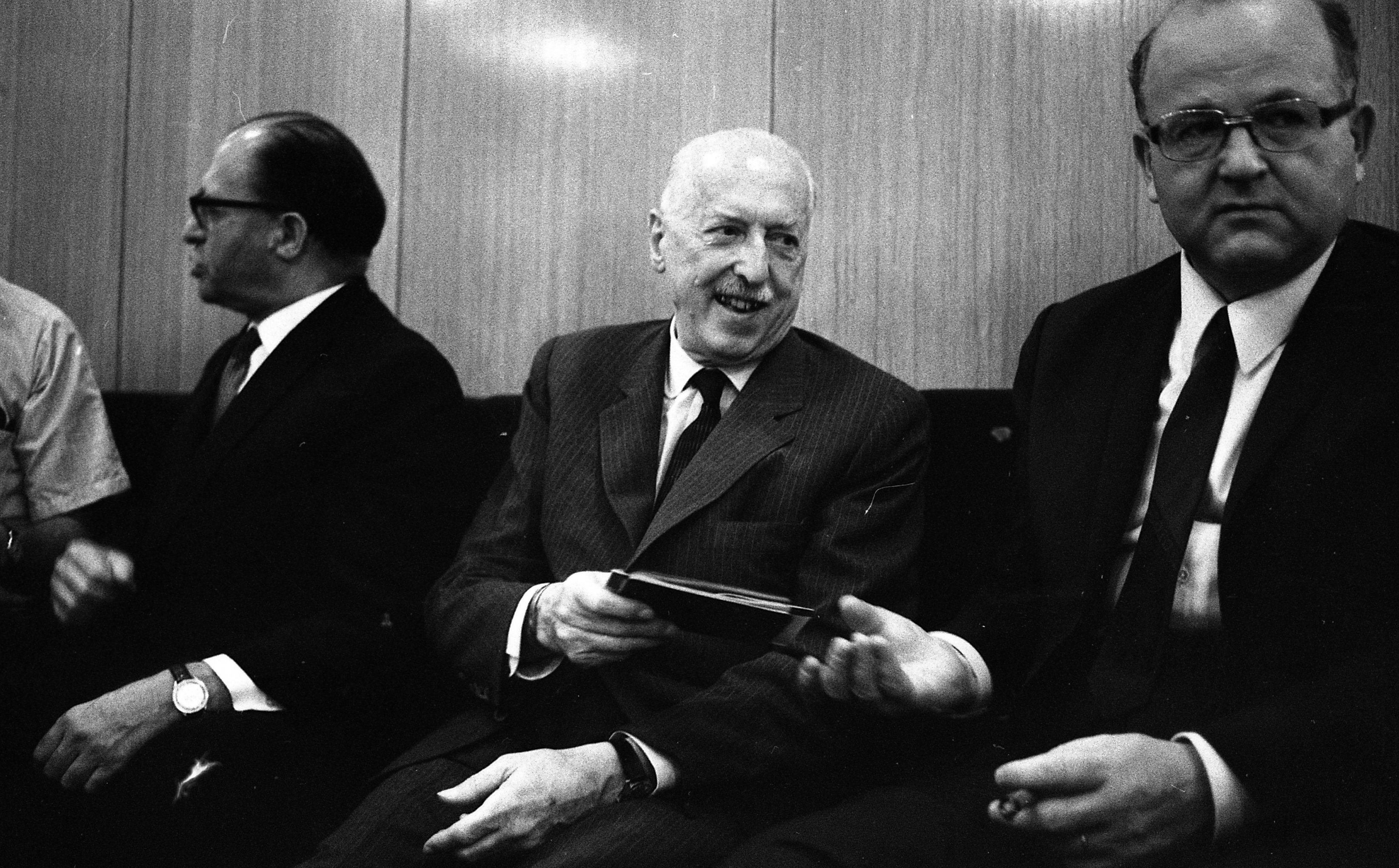
Kœnig, 1969

Na zijn pensionering deed hij zijn intrede in de politiek. Hij zat van 1951 tot 1958 namens de Gaullistische Rassemblement du Peuple Français (RPF), Union des Républicains d'Action Sociale (URAS) en het Centre National des Républicains Sociaux (CNRS) in de Franse Nationale Vergadering (Assemblée Nationale). Hij vertegenwoordigde het departement Bas-Rhin.
Generaal Pierre Kœnig was van 19 juni tot 14 augustus 1954 en van 23 februari tot 6 oktober 1955 minister van Defensie in de kabinetten Mendès France I en Faure II. 
Koning was getrouwd, maar heeft gedurende zijn periode in Noord Afrika een liefdesrelatie gehad met zijn chauffeur Susan Travers.
Generaal Marie-Pierre Kœnig overleed op 71-jarige leeftijd, op 2 september 1970 te Neuilly-sur-Seine. Hij werd begraven op het Cimetière de Montmartre. In 1984 werd hij door president François Mitterrand postuum benoemd tot maarschalk van Frankrijk (Maréchal de France) vanwege zijn verdiensten tijdens de Tweede Wereldoorlog.

## Militaire loopbaan
- Sous-lieutenant: 3 september 1918
- Lieutenant:
- Capitaine: 25 juni 1931
- Commandant: 1 juli 1940
- Lieutenant-colonel: november 1940[1]
- Colonel: juni 1941[1]
- Général de Brigade: 5 juni 1942[1]
- Général de division: 25 mei 1943[1]
- Général de corps d'armée: 25 juni 1944[1]
- Général d'armée': 20 mei 1946[1]
- Maarschalk van Frankrijk: 6 juni 1984 (postuum)[1]

## Franse onderscheidingen
- Grootkruis van het Legioen van Eer
- Orde van de Bevrijding op 25 juni 1942
- Médaille militaire
- Croix de guerre 1914-1918
- Croix de guerre 1939-1945
- Croix de guerre des Théâtres d'opérations extérieures
- Verzetsmedaille met rosette
- Koloniale Medaille met gespen "Maroc", "Sahara", Libye", Bir-Hakeim, "Tunisie 43-43"
- Soldatenkruis
- Luchtvaartmedaille
- Commandeur in de Orde van Agrarische Verdienste
- Medaille der ontsnapten
- Overwinningsmedaille 1914-1918
- Herinneringsmedaille aan de Oorlog 1914-1918
- Herinneringsmedaille aan de Oorlog 1939-1945
- Herinneringsmedaille van de Vrijwilligers van het Vrije Frankrijk
- Franse Erkentelijkheidsmedaille

Hij was ook Grootkruis met de Zwaarden in de Orde van Oranje-Nassau
- Voor de complete lijst met onderscheidingen: fr:Marie-Pierre Kœnig#Décorations